# Coupe des clubs champions européens 1987-1988
Navigation
Édition précédente Édition suivante
La Coupe des clubs champions européens 1987-1988 a vu la victoire du PSV Eindhoven. La compétition s'est terminée le 25 mai 1988 par la finale au Neckarstadion à Stuttgart.

## Seizièmes de finale
| Équipe 1                 | Résultat | Équipe 2              | Aller | Retour |
| ------------------------ | -------- | --------------------- | ----- | ------ |
| Rapid Vienne             | 7 - 0    | Hamrun Spartans FC    | 6 - 0 | 1 - 0  |
| AGF Århus                | 4 - 2    | AS La Jeunesse d'Esch | 4 - 1 | 0 - 1  |
| Shamrock Rovers FC       | 0 - 1    | Omonia Nicosie        | 0 - 1 | 0 - 0  |
| Real Madrid CF           | 3 - 1    | SSC Naples            | 2 - 0 | 1 - 1  |
| FC Girondins de Bordeaux | 4 - 0    | BFC Dynamo            | 2 - 0 | 2 - 0  |
| Olympiakos               | 2 - 3    | Górnik Zabrze         | 1 - 1 | 1 - 2  |
| Fram Reykjavik           | 0 - 10   | Sparta Prague         | 0 - 2 | 0 - 8  |
| Lillestrøm SK            | 5 - 3    | Linfield FC           | 1 - 1 | 4 - 2  |
| PSV Eindhoven            | 3 - 2    | Galatasaray           | 3 - 0 | 0 - 2  |
| Benfica                  | 4 - 0    | KF Partizan Tirana    | 4 - 0 | -      |
| FC Porto                 | 6 - 0    | Vardar Skopje         | 3 - 0 | 3 - 0  |
| Bayern Munich            | 5 - 0    | CFKA Sredets Sofia    | 4 - 0 | 1 - 0  |
| Steaua Bucarest          | 4 - 2    | MTK Hungária          | 4 - 0 | 0 - 2  |
| Malmö FF                 | 1 - 2    | RSC Anderlecht        | 0 - 1 | 1 - 1  |
| Neuchâtel Xamax          | 6 - 2    | Kuusysi Lahti         | 5 - 0 | 1 - 2  |
| Dynamo Kiev              | 1 - 2    | Rangers FC            | 1 - 0 | 0 - 2  |

## Huitièmes de finale
| Équipe 1        | Résultat | Équipe 2                 | Aller | Retour |
| --------------- | -------- | ------------------------ | ----- | ------ |
| Rapid Vienne    | 1 - 4    | PSV Eindhoven            | 1 - 2 | 0 - 2  |
| AGF Århus       | 0 - 1    | Benfica                  | 0 - 0 | 0 - 1  |
| Rangers FC      | 4 - 2    | Górnik Zabrze            | 3 - 1 | 1 - 1  |
| Real Madrid CF  | 4 - 2    | FC Porto                 | 2 - 1 | 2 - 1  |
| Lillestrøm SK   | 0 - 1    | FC Girondins de Bordeaux | 0 - 0 | 0 - 1  |
| Steaua Bucarest | 5 - 1    | Omonia Nicosie           | 3 - 1 | 2 - 0  |
| Neuchâtel Xamax | 2 - 3    | Bayern Munich            | 2 - 1 | 0 - 2  |
| Sparta Prague   | 1 - 3    | RSC Anderlecht           | 1 - 2 | 0 - 1  |

## Quarts de finale
| Équipe 1                 | Résultat | Équipe 2       | Aller | Retour |
| ------------------------ | -------- | -------------- | ----- | ------ |
| FC Girondins de Bordeaux | 1 - 1E   | PSV Eindhoven  | 1 - 1 | 0 - 0  |
| Benfica                  | 2 - 1    | RSC Anderlecht | 2 - 0 | 0 - 1  |
| Bayern Munich            | 3 - 4    | Real Madrid CF | 3 - 2 | 0 - 2  |
| Steaua Bucarest          | 3 - 2    | Rangers FC     | 2 - 0 | 1 - 2  |

## Demi-finales
| Équipe 1        | Résultat | Équipe 2      | Aller | Retour |
| --------------- | -------- | ------------- | ----- | ------ |
| Real Madrid CF  | 1 - 1E   | PSV Eindhoven | 1 - 1 | 0 - 0  |
| Steaua Bucarest | 0 - 2    | Benfica       | 0 - 0 | 0 - 2  |

## Finale
| 25 mai 1988                                            | PSV Eindhoven   | 0–0 a. p.                                      | Benfica | Neckarstadion, Stuttgart                       |
|                                                        |                 |                                                |         | Spectateurs : 68 000 Arbitrage : Luigi Agnolin |
|                                                        | Rapport         |                                                |         |                                                |
| Koeman · Kieft · Nielsen · Vanenburg · Lerby · Janssen | Tirs au but 6–5 | Elzo · Dito · Hajry · Pacheco · Mozer · Veloso |         |                                                |